# Pifilologia
La Pifilologia tracta de la creació i l'ús de normes mnemotècniques per recordar la seqüència dels nombres decimals del nombre π. El terme "Pifilología" és un joc de paraules entre la paraula "Pi" i el camp lingüístic de la filologia. Hi ha moltes maneres de memoritzar els decimals de π, incloent l'ús de piemes, poemes que representen el nombre π mitjançant la substitució del nombre de lletres (o també cada lletra per si mateixa) de cada paraula per la seva posició a l'abecedari. Un dels exemples de piemes més impactants és el del poema Cadaeic Cadenza, amb el que es poden memoritzar 3835 decimals del nombre π. Tot i això, aquestes tècniques solen ser ineficients per a llargues memoritzacions de π.
Altres mètodes inclouen memoritzar patrons en els nombres (per exemple l'any 1971 surt als primers 50 dígits de π).
Un dels més grans pifilòlegs de la història és Akira Haraguchi, memoritzant 100.000 decimals de pi recitats durant 16 hores i mitja a l'ajuntament de Kisarazu, Japó el 3 d'octubre de 2006.